# Béka-Hossere
Béka-Hossere est un village de la commune de Ngaoundéré Ier situé dans le département de la Vina dans la région de l'Adamaoua au Cameroun.

## Population
Lors du recensement de 2005, 477 personnes y ont été dénombrées, dont 260 de sexe masculin et 271 de sexe féminin.